# Набок Олександр Миколайович
Олекса́ндр Микола́йович Набок — генерал-лейтенант Міністерства внутрішніх справ України. Командувач Західного оперативно-територіального об'єднання Національної гвардії України.

## Життєпис

### Освіта
1982 року закінчив Красноградське медичне училище, 1986-го — Харківське вище військове училище тилу МВС СРСР, 1994-го — Військову академію тилу та транспорту.

### Служба
Займав посади від начальника речової служби внутрішніх військ — до начальника територіальних управлінь Національної гвардії України.
Починаючи з 2012 року — заступник начальника управління Західного територіального командування внутрішніх військ МВС України з громадської безпеки.
2014—2019 роки — начальник Центрального оперативно-територіального об'єднання Національної гвардії України.
З вересня 2019 року — начальник Західного оперативно-територіального об'єднання Національної гвардії України.

### Родина
Одружений, з дружиною виховують сина.

## Нагороди
- Орден Богдана Хмельницького ІІІ ст. (25 червня 2007) — за вагомий особистий внесок військовослужбовців Внутрішніх військ у зміцнення законності та правопорядку, зразкове виконання службового обов'язку та виявлені мужність і витримку[2]
- Орден Данила Галицького (21 серпня 2014) — за особисту мужність і героїзм, виявлені у захисті державного суверенітету та територіальної цілісності України, вірність військовій присязі, високопрофесійне виконання службового обов'язку[3]
- Хрест Івана Мазепи (22 лютого 2010) — за вагомий особистий внесок у розвиток ветеранського руху, вирішення питань соціального захисту та реабілітації ветеранів війни, патріотичне виховання молоді, багаторічну бездоганну службу, зразкове виконання військового обов'язку та з нагоди Дня захисника Вітчизни[4]
- Медаль «Захиснику Вітчизни» (16 грудня 2004) — за вагомий особистий внесок у зміцнення законності і правопорядку, зразкове виконання службового обов'язку у захисті конституційних прав і свобод громадян, високий професіоналізм[5]